# Woman in Chains
«Woman in Chains» (с англ. — «Женщина в цепях») — песня британской группы «Tears for Fears», выпущенная в качестве второго сингла с альбома «The Seeds of Love». Написана Роландом Орзабалом.
Сингл достиг международного успеха, попав в Топ-40 в Великобритании, США, Австралии, Бельгии, Ирландии, Италии и Новой Зеландии, а также в Топ-20 в Канаде, Франции, Нидерландах и Польше (где он был особенно успешен и занял 5 место в чарте).
В студийной записи приняли участие Пино Палладино, игравший на безладовой бас-гитаре, и Фил Коллинз, игравший на барабанах. «Tears for Fears просто хотели, чтобы я сделал ту большую штуку на барабанах из „In the Air Tonight“», — вспоминал Коллинз. «Мы хотим, чтобы вы пришли сюда по-крупному».
В песне также присутствует вокал Олеты Адамс, в дальнейшем сделавшей успешную сольную карьеру. Сингл был переиздан в 1992 году — с другой стороной «Б», который теперь был выпущен от имени «Tears for Fears с участием Олеты Адамс» для того, чтобы извлечь выгоду из сольного успеха певицы и продвигать сборник Tears for Fears «Tears Roll Down (Greatest Hits 82-92)». На этот раз он занял 57 место в чарте Великобритании.

## Содержание
«Woman in Chains» была записана в дуэте. Орзабал объяснил, как появился текст песни, в интервью «Melody Maker»: «В то время я читал какую-то феминистскую литературу, и я обнаружил, что в мире всё ещё существуют общества, которые не являются патриархальными: в них нет мужчины наверху и женщин внизу. Центральное место в них занимает женщина, и эти общества намного менее жестокие, намного менее жадные и, как правило, менее враждебные… но песня также о том, как мужчины традиционно преуменьшают женскую сторону своей личности и о том, как мужчины и женщины страдают из-за этого… Я думаю, что мужчины в патриархальном обществе немного плывут вниз по течению — хорошо, может быть, нам говорят, что мы всё контролируем, но есть и много того, что мы упускаем и что позволяется женщинам».
Семпл песни был использован в сингле «So Free» SAS и Cam'ron и в «Unesasy Listening Vol. 1» от DJ Z-Trip и DJ P. Также она была включена в саундтрек к фильму 1993 года «Елена в ящике».

## Видеоклип
Видеоклип, срежиссированный Энди Мораханом, был снят чёрно-белым. Он фокусируется на насильственных отношениях между мужчиной (боксёром) и женщиной (танцовщицей на пилоне, которую играет Анджела Альварадо); в промежутках между этим вставлены кадры с участием группы и приглашённой вокалистки Олеты Адамс, исполняющих песню.

## В записи участвовали
Tears for Fears
- Роланд Орзабал — вокал, клавишные, программирование Fairlight, гитара

приглашённые музыканты
- Олета Адамс[англ.] — вокал, клавишные
- Нил Тейлор[англ.] — гитарное арпеджио
- Пино Палладино[англ.] — безладовая бас-гитара
- Ману Катче (до 3:32) и Фил Коллинз (с 3:32) – ударные
- Луис Жардим[англ.] – перкуссия
- Тесса Найлс – бэк-вокал
- Кэрол Кеньон – бэк-вокал

## Чарты
| Чарт (1989/90)                      | Высшая позиция |
| ----------------------------------- | -------------- |
| Австралия (ARIA)                    | 39             |
| Бельгия/Фландрия (Ultratop 50)      | 32             |
| Великобритания (OCC UK Singles)     | 26             |
| Ирландия (IRMA)                     | 21             |
| FIMI                                | 23             |
| Канада (Billboard Canadian Hot 100) | 11             |
| Нидерланды (Single Top 100)         | 16             |
| Новая Зеландия (Recorded Music NZ)  | 34             |
| США (Billboard Hot 100)             | 36             |
| Франция (SNEP)                      | 20             |

| Чарт (1990)              | Позиция |
| ------------------------ | ------- |
| Canada Top Singles (RPM) | 87      |